# Spilopera anomala
Spilopera anomala är en fjärilsart som beskrevs av W. Warren 1893. Spilopera anomala ingår i släktet Spilopera och familjen mätare. Inga underarter finns listade i Catalogue of Life.